# オースト＝フランデレン州
オースト＝フランデレン州（East Flanders (オランダ語: Oost-Vlaanderen オランダ語発音: [ˌoːst ˈflaːndərə(n)];オランダ語発音: [ˈvlaːndərə(n)]. フランス語: Flandre-Orientale [flɑ̃dʁ ɔʁjɑ̃tal]; ドイツ語: Ostflandern ドイツ語発音: [ˈɔstˌflandɐn]; 西フラマン語: Ôost-Vloandern)）は、ベルギー、フランデレン地域中部の州。州都はヘント。
面積でベルギー第6、人口で第2の州である。州域は、アントウェルペン州に属するズウェインドレヒト（Zwijndrecht）及びビュルヒト（Burcht）を除くと、ヘント司教管区（bisdom Gent）と一致する。

## 行政区
州内は6つの行政区で構成され、基礎自治体の総数は65。
- アールスト行政区
- デンデルモンデ行政区
- エークロー行政区
- ヘント行政区
- アウデナールデ行政区
- シント＝ニクラース行政区